# Peperomia subternifolia
Peperomia subternifolia är en pepparväxtart som beskrevs av Truman George Yuncker. Peperomia subternifolia ingår i släktet peperomior, och familjen pepparväxter. Inga underarter finns listade i Catalogue of Life.